# كيني واتسون (لاعب كريكت)
كيني واتسون (21 مايو 1955 - ) (بالإنجليزية: Kenny Watson)‏ هو لاعب كريكت جنوب أفريقي.